# Adelaide di Borgogna (Rossini)

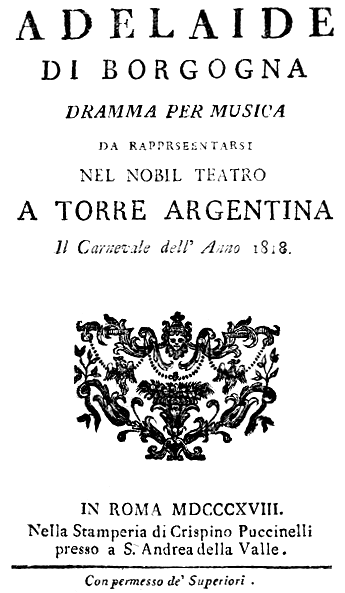
Frontespizio del libretto dell'opera

Adelaide di Borgogna è un'opera lirica di Gioachino Rossini.
Il libretto, denominato Dramma per musica in due atti, è di Giovanni Schmidt, che aveva già scritto per Rossini Elisabetta, regina d'Inghilterra e Armida.

## Trama
Il soggetto dell'opera si riferisce ad un episodio della storia medioevale italiana. Lotario, re d'Italia dal 945 al 950, viene avvelenato da Berengario, che usurpa la corona. La vedova di Lotario, Adelaide di Borgogna, si rifugia nella fortezza di Canossa (Canosso nel libretto), per sottrarsi alla persecuzione di Berengario, il quale vorrebbe costringerla a sposarsi con Adelberto, suo figlio. A Canossa Adelaide viene protetta da Attone (Iroldo nel libretto) ma, non riuscendo a resistere all'assedio, chiede l'intervento di Ottone il Grande, Imperatore di Germania, offrendosi come sua sposa e cedendogli i diritti a lei spettanti. Ottone scende in Lombardia, libera Adelaide, la sposa e la porta con sé in Germania.
Il libretto di Giovanni Schmidt contiene però alcune inesattezze: l'azione viene datata al 947, quando in realtà Lotario morì nel 950; inoltre si dice che la fortezza di Canossa si trova presso il Lago di Garda, ma in realtà è sull'Appennino reggiano.
La scena è parte nella fortezza di Canossa, parte nel campo di Ottone.

## La fortuna
Adelaide di Borgogna andò in scena il 27 dicembre 1817, dove si esibì Elisabetta Pinotti nel ruolo di Ottone, al Teatro Argentina di Roma. L'opera, affidata a una compagnia di canto molto modesta con Elisabetta Manfredini, e basata su un libretto scialbo che non stimolò la creatività di Rossini, non ebbe successo.
Il 3 aprile 1820 avviene la prima nel Teatro San Luca (oggi Teatro stabile del Veneto Carlo Goldoni) di Venezia.
Il 25 ottobre 1822 avviene la prima nel Teatro Nacional de São Carlos di Lisbona.
Il 12 giugno 1825 avviene la prima nel Teatro Carlo Lodovico (poi chiamato Teatro San Marco) di Livorno.
Venne ripresa in pochi teatri (si ricorda una rappresentazione a Torino con Giuditta Pasta nel ruolo di Ottone). Rossini ne riprese parte della musica per Eduardo e Cristina.
In tempi moderni è stata ripresa poche volte, nel 1978 in concerto nella Queen Elizabeth Hall di Londra con Ernesto Palacio, nel 1984 al Festival della Valle d'Itria con Mariella Devia, nel 1988 nella Salle Pleyel di Parigi (protagonisti la Devia, Palacio e Martine Dupuy diretti da Alberto Zedda) e nel 2005 in concerto all'Edinburgh International Festival con Jennifer Larmore e Bruce Ford; al Rossini Opera Festival si contano solo due recite in forma semiscenica nel 2006 (con Daniela Barcellona, Patrizia Ciofi, Lorenzo Regazzo e l'Orchestra Haydn). La prima rappresentazione in forma scenica al ROF avviene nel 2011 (con la Barcellona, Jessica Pratt e Nicola Ulivieri), in occasione delle celebrazioni dei 150 dell'Unità d'Italia.

## Organico orchestrale
La partitura di Rossini prevede l'utilizzo di:
- ottavino, flauto, 2 oboi, 2 clarinetti, 2 fagotti
- 2 corni, 2 trombe, trombone
- timpani, grancassa, piatti
- archi.

Per i recitativi secchi:
- pianoforte (violoncello e contrabbasso ad libitum)

## Struttura
- Sinfonia

### Atto 1
- 1 Introduzione Misera patria oppressa (Coro, Iroldo, Berengario, Adelaide, Adelberto)
- 2 Coro, scena e cavatina Salve, Italia, un dì regnante - Soffri la tua sventura (Ottone)
- 3 Duetto Vive Adelaide in pianto (Ottone, Adelberto)
- 4 Coretto Viva Ottone (Coro, Iroldo)
- 5 Cavatina Se protegge amica sorte (Berengario)
- 6 Aria Vorrei distruggere (Eurice)
- 7 Coro, scena e cavatina O ritiro che soggiorno - Occhi miei, piangeste assai (Adelaide)
- 8 Duetto Mi dai corona e vita (Adelaide, Ottone)
- 9 Finale primo Schiudi le porte al tempio (Coro, Adelberto, Berengario, Ottone, Adelaide, Ernesto)

### Atto 2
- 10 Introduzione Come l'aquila che piomba (Coro)
- 11 Duetto Della tua patria ai voti (Adelberto Adelaide)
- 12 Aria Sì, sì, mi svena (Eurice)
- 13 Coro, scena ed Aria Berengario è nel periglio - Grida, o natura, e desta (Adelberto)
- 14 Quartetto Adelaide! Oh ciel (Ottone, Berengario, Adelberto, Adelaide)
- 15 Scena ed aria Ah, vanne, addio - Cingi la benda candida (Adelaide)
- 16 Coro, scena ed aria Serti intrecciar le vergini - Vieni, tuo sposo e amante (Coro, Ottone)

## Incisioni discografiche
| Anno | Cast (Adelaide, Ottone, Adelberto, Berengario)                   | Direttore         | Etichetta       |
| ---- | ---------------------------------------------------------------- | ----------------- | --------------- |
| 1984 | Mariella Devia, Martine Dupuy, Aldo Bertolo, Armando Caforio     | Alberto Zedda     | Fonit Cetra     |
| 2005 | Majella Cullagh, Jennifer Larmore, Bruce Ford, Mirco Palazzi     | Giuliano Carella  | Opera Rara      |
| 2013 | Jessica Pratt, Daniela Barcellona, Bogdan Mihai, Nicola Ulivieri | Dmitrij Jurovskij | Unitel Classica |